# Tancrémont
Tancrémont is een dorp gelegen op de grens van de gemeentes Pepinster en Theux in de Belgische provincie Luik. Tancrémont ligt 159 meter boven Pepinster en is bereikbaar via de 3 kilometer lange Côte de Tancrémont.
In Tancrémont bevinden zich het Fort Tancrémont en het bedevaartsoord van 'le vieux Bon Dieu', een romaans Christusbeeld. Tancrémont leeft van het toerisme. Boven op de col liggen hotels, restaurants en campings.

Afbeeldingen
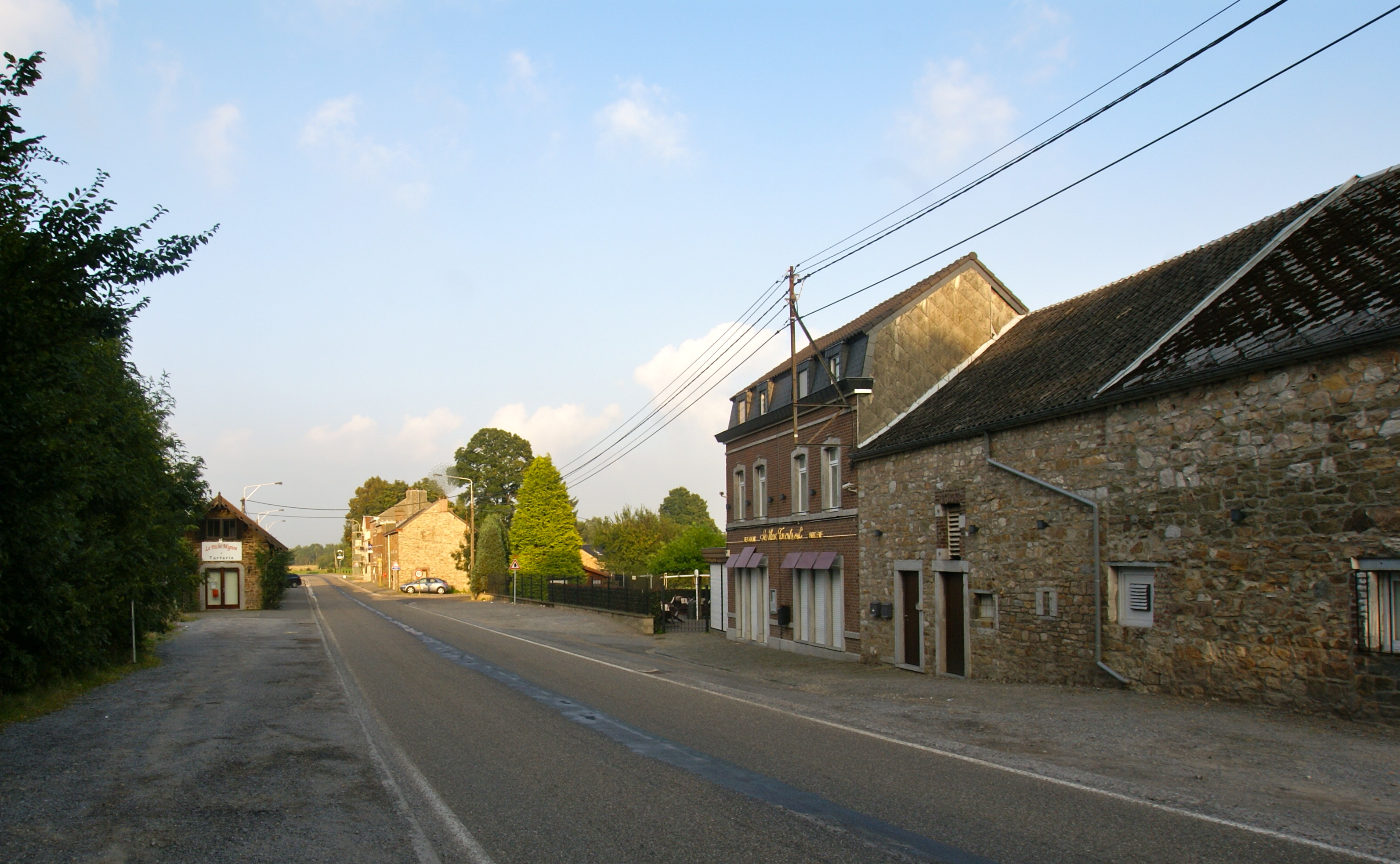
De hoofdweg (N666) in Tancrémont
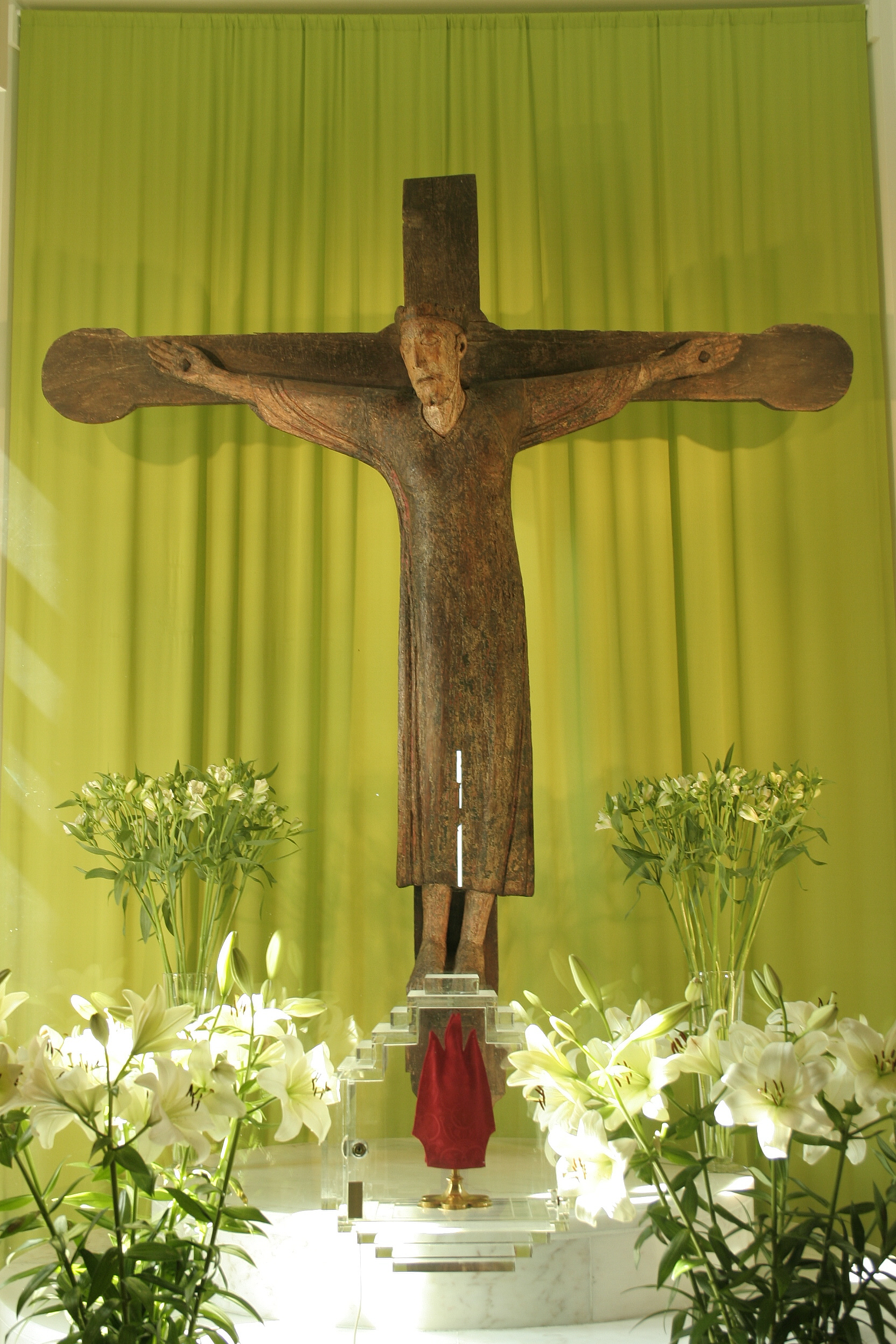
Christusbeeld le vieux Bon Dieu
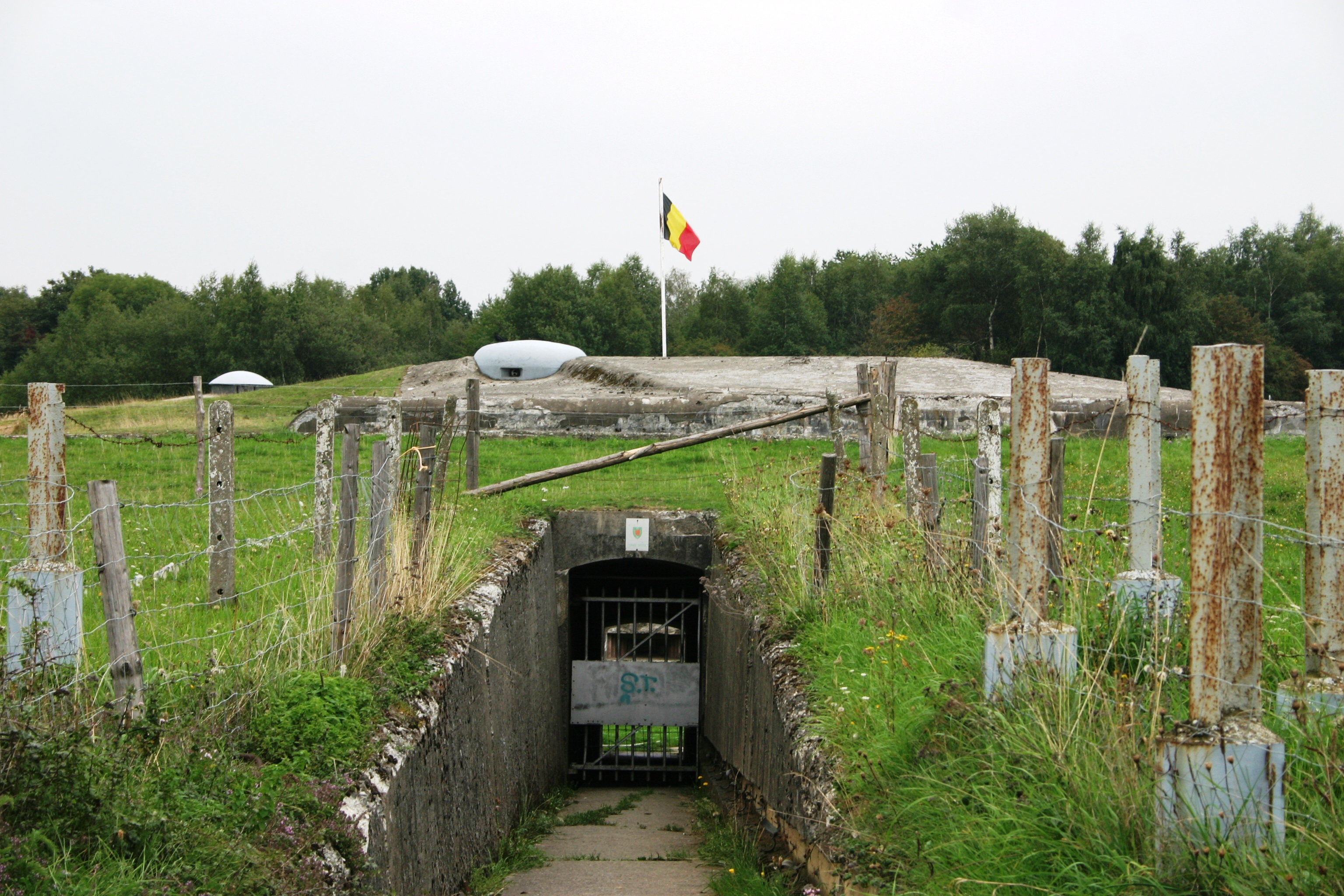
Fort van Tancrémont
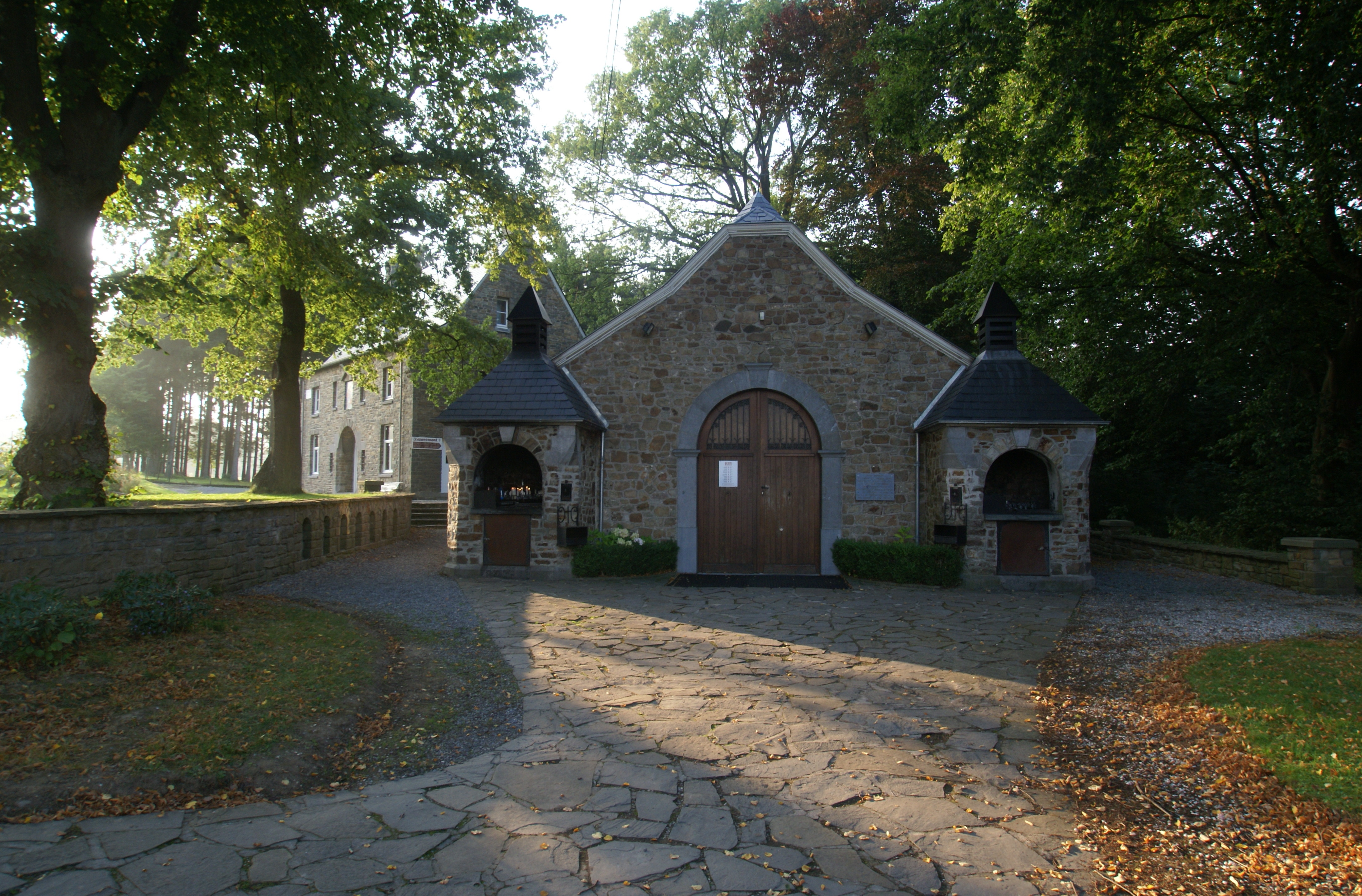
Tancrémont kapelle
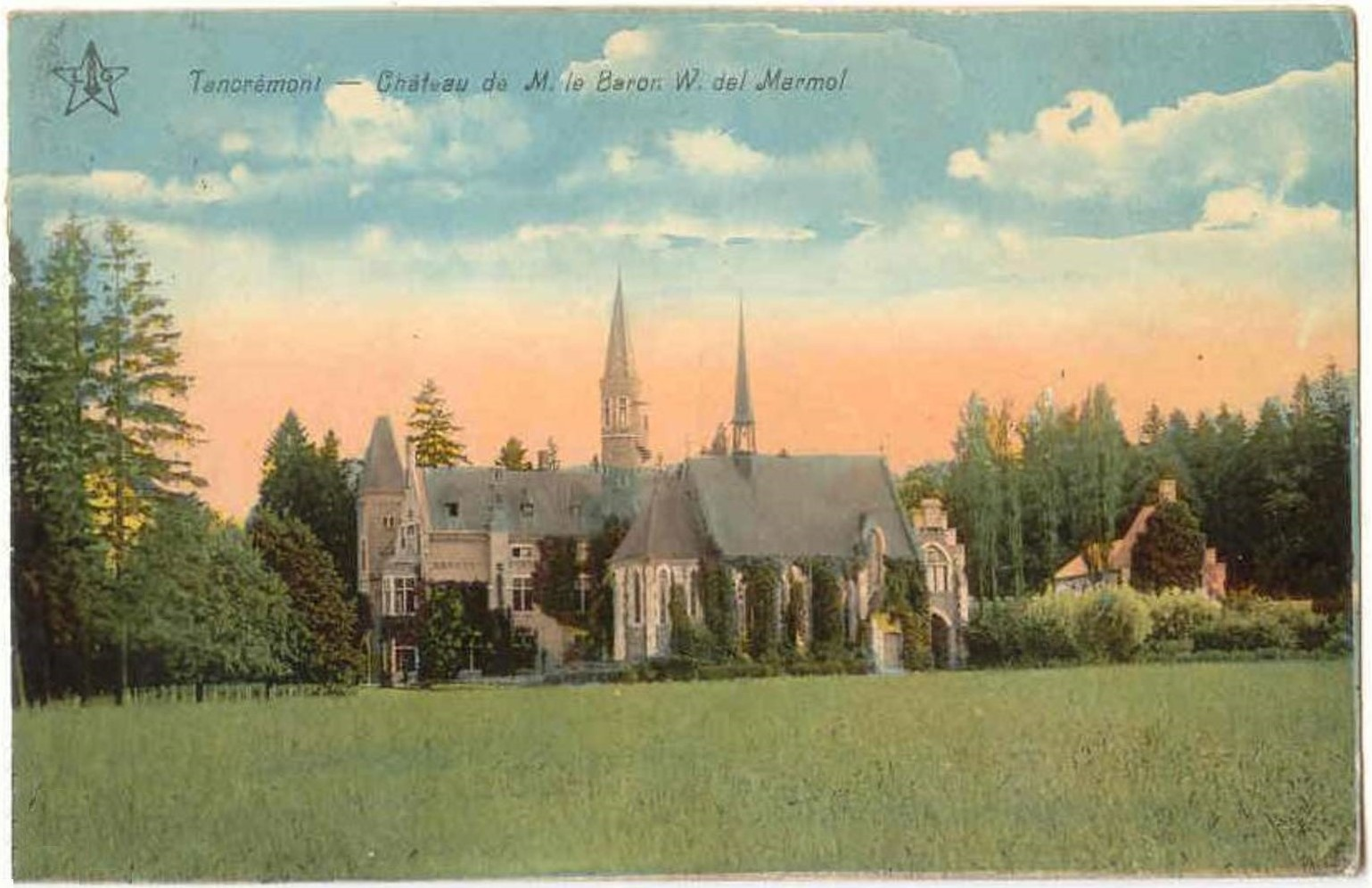
Kasteel familie del Marmol